# Suillosporium amygdalisporum
Suillosporium amygdalisporum är en svampart som beskrevs av Boidin & Gilles 1986. Suillosporium amygdalisporum ingår i släktet Suillosporium och familjen Botryobasidiaceae.   Inga underarter finns listade i Catalogue of Life.